# Mesquita de Attadamun

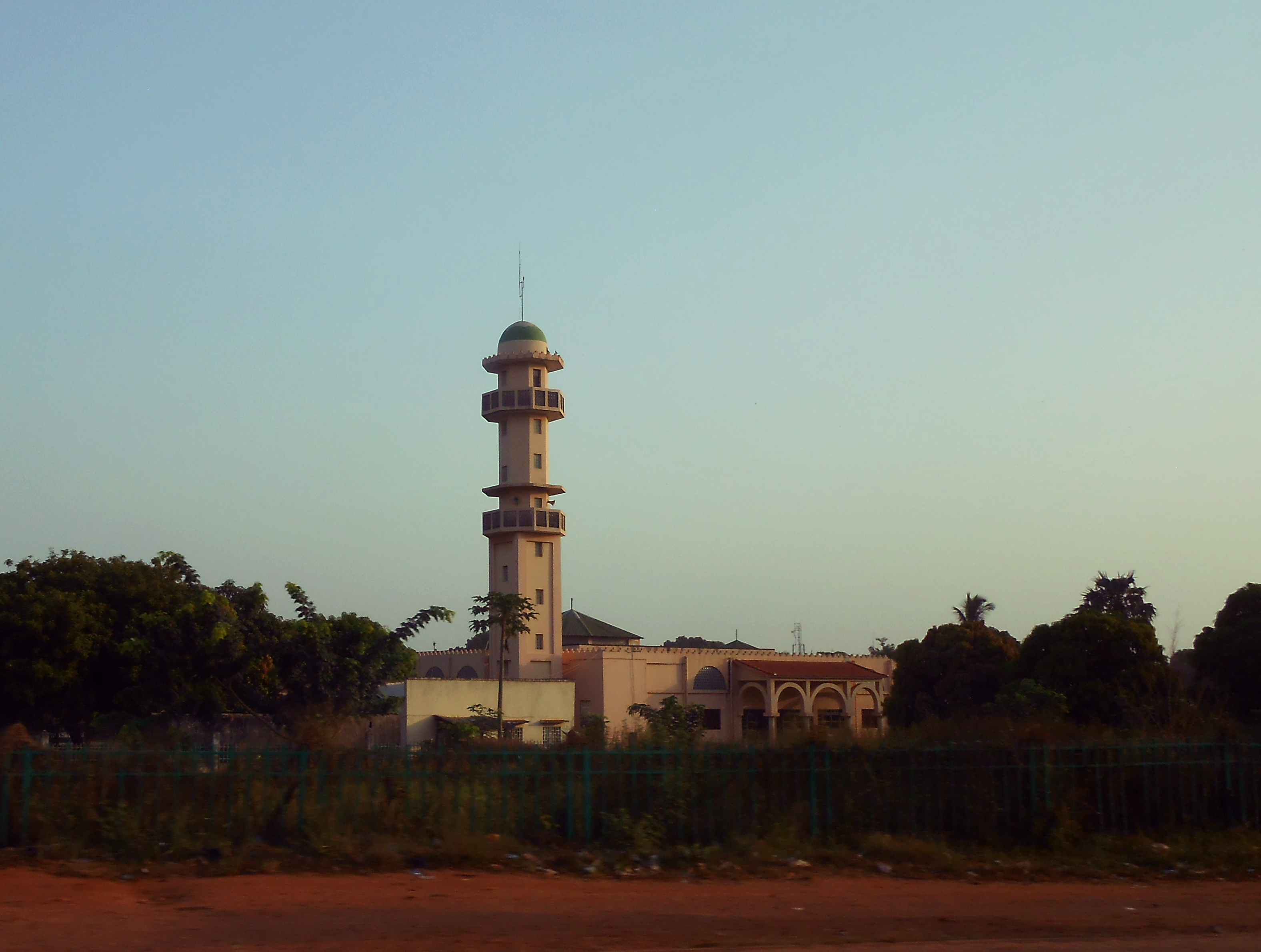
Mesquita de Attadamun, Novembro de 2017

A Mesquita de Attadamun (palavra árabe que significa solidariedade), também conhecida como Mesquita Central Nacional e Grande Mesquita de Bissau é uma mesquita localizada no Bairro da Ajuda da cidade de Bissau, capital da Guiné-Bissau. É a maior mesquita do país, incluindo no seu espaço uma madraça financiada pela comunidade muçulmana, o Complexo Escolar Attadamun.
Em 2013 a mesquita contava com dois imames, o Sheikh Amadu Ury e o Sheikh Bodjam, que além de conduzem as orações na Mesquita desempenham funções de professores na escola. Amadu Ury ensina Língua árabe, sendo Bodjan responsável pela cadeira de Cultura Islâmica, as únicas disciplinas introduzidas pelo Centro Secundário "Attadamun". Ambos são funcionários pagos pela Agência do Kuwait, assim pelos seus serviços sacerdotais como pelas funções de professores no Centro.

## História
A 30 de Agosto de 1989 foi assinado, em Bissau, o acordo de subvenção para a construção da Mesquita Central Nacional, com capacidade para albergar cerca de cinco mil fiéis, orçada inicialmente em 1,4 bilhões de XOF (cerca de 1,11 milhão de dólares). No mesmo dia foi assinado o contrato de execução de obras entre o Ministério das Obras Públicas, Construções e Urbanismo, em representação do governo da Guiné-Bissau e a empresa SAMBI, constituída por capitais guineenses e palestinianos), a Organização da Conferência Islâmica (OCI), como entidade financiadora, e o Gabinete Malick Faye, fiscalizador das obras.
As obras iniciaram-se 15 de novembro de 1989, sendo concluídas em 2000, depois de muitas paragens.
Após a conclusão das obras, a inauguração do espaço foi objecto de conflito de influências étnicas e políticas, com cada comunidade disputando o lugar do imame. A situação apenas se resolveu oito anos após a sua construção estar concluída. Aproveitando a visita oficial ao país do Presidente da República da Gâmbia, Yahya Jammeh, o governo da Guiné-Bissau informou com dois dias de antecedência a comunidade muçulmana de que a inauguração teria lugar a 13 de Junho de 2008, como efectivamente ocorreu.
Em Maio de 2015 a mesquita apresentava visíveis sinais de degradação, com fendas nas paredes e no tecto, não tendo sofrido qualquer reparação desde que abriu ao público em 2008. Antecipando a visita do rei de Marrocos, Mohammed VI, à Guiné-Bissau, convidado pelo imame Bodjan a dirigir as orações na mesquita, o edifício sofreu obras de reparação, a cargo da empresa guineense Sociedade de Construção Civil e Obras Públicas (SOCOP LDA). As obras foram financiadas pela delegação marroquina, que então se encontrava no país no âmbito da visita do rei. No dia seguinte à sua chegada, a 29 de Maio, o monarca marroquino, igualmente amir (chefe religioso) de Marrocos, dirigiu a reza na mesquita, seguindo depois em visita de trabalho para Hospital Nacional Simão Mendes.